# Antonio Adamo
Pour les articles homonymes, voir Adamo.
Antonio Adamo (né le 30 juillet 1957 à Naples) est un réalisateur, producteur et scénariste de films pornographiques.

## Biographie
Antonio Adamo a travaillé pour plusieurs compagnies avant d'être embauché par Private pour tous les films de la série Private - Penthouse (Dangerous Things 1-2, Without Limits 1-2, Call Girl, Eve, Insane Obsession, The Last Muse, Italian Flair, Too Many Women for a Man, Sex Forever, Fashion y Sex Opera ) puis pour plusieurs productions à très fort budget, comme Gladiator, Cleopatra et plus récemment Da Vinci.
Son style cinématographique soigné et la grande attention qu'il porte aux détails sont reconnus par les professionnels du genre et très appréciés par de nombreux fans.

## Récompenses et distinctions
- 2002 : Venus Awards
- 2003 : AVN Award Meilleur réalisateur - Film étranger (Best Director - Foreign Release) pour Private Gladiator[1]